# Centrocalia
Centrocalia es un género de arañas araneomorfas de la familia Lamponidae. Se encuentra en Nueva Caledonia. 

## Lista de especies
Según The World Spider Catalog 12.0:
- Centrocalia chazeaui Platnick, 2000
- Centrocalia lifoui (Berland, 1929)
- Centrocalia ningua Platnick, 2000